# Alternativ for Sverige
Alternativ för Sverige (forkortet AfS, dansk: Alternativ for Sverige) er et højreorienteret politisk parti i Sverige lanceret 5. marts 2018. Det består først og fremmest af tidligere medlemmer af Sverigedemokraterne, og drager inspiration fra blandt andet det tyske parti Alternativ for Tyskland. Partiet stiller til riksdagsvalget 2018 som udfordrer til Sverigedemokraterne og Moderaterne, som de ønsker at udfordre på indvandringspolitikken. Partiet er endvidere registreret som deltager ved valget til Europaparlamentet i 2019.
Partiet stillede op ved rigsdagsvalget 9. september 2018, men blev ikke valgt ind.

## Historie
Efter at Sverigedemokraterne i efteråret 2015 afskar alle bånd til deres ungdomsorganisation Sverigedemokratisk Ungdom (SDU), fortsatte SDU som en uafhængig organisation. I februar 2017 kunne Sveriges Radio meddele, at tidligere SDU-ledere havde indsendt ansøgning til Valmyndigheten om at få registreret partinavnet Alternativ för Sverige. Den 13. december 2017 registreredes partiet, og den tidligere SD og SDU-politiker Gustav Kasselstrand bekræftede, at han stod bag partidannelsen. Udover Kasselstrand sidder også SDUs formand Jessica Ohlson og de tidligere SD- og SDU-politikere William Hahne og Adam Berg i ledelsen.
To medlemmer af Riksdagen for SD Olle Felten (15. marts 2018) og Jeff Ahl (27. marts 2018) tilsluttede sig Alternativ for Sverige. Formelt set er partiet imidlertid ikke repræsenteret i Riksdagen, eftersom Felten og Ahl regnes som løsgængere Riksdagens regler. Den 9. apil 2018 tilsluttede Sverigedemokraternes forsvarsordfører og tidligere partiformand Mikael Jansson sig AfS, der således er støttet af tre riksdagsmedlemmer.

## Politik
I lighed med Sverigedemokraterne ønsker Alternativ for Sverige at føre en restriktiv indvandringspolitik, men vil også gennemføre hjemsendelse af uintegrerede eller kriminelle indvandrere. Partiet fokuserer derudover på to andre hovedområder: lov og orden og demokrati og politikere.